# Notebookprozessor
Der Notebookprozessor, auch Mobilprozessor, ist eine Unterart der Prozessoren (CPUs), die vor allem in mobilen und auch in besonders stromsparenden Computersystemen eingebaut wird.

## Allgemeines

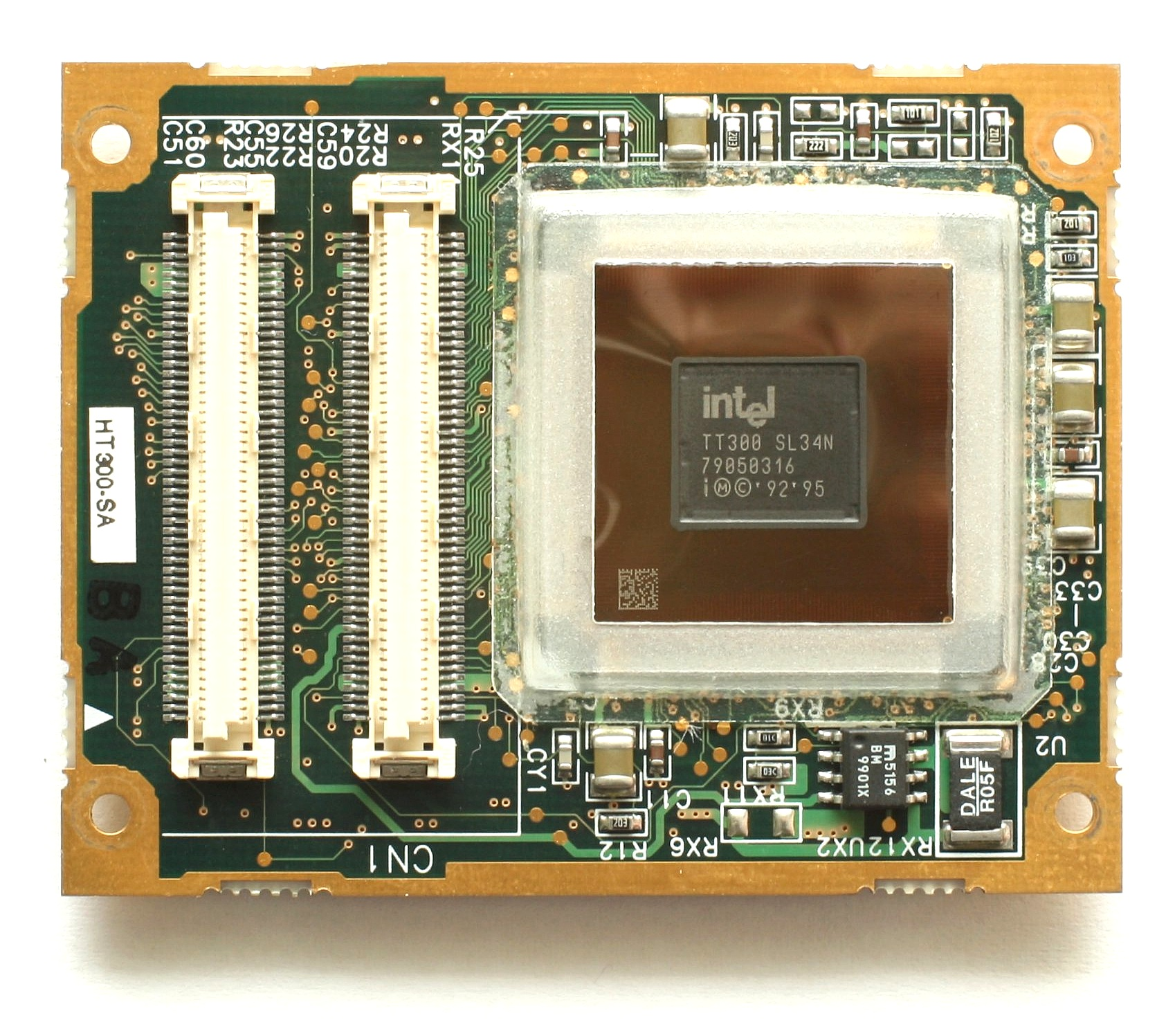
Intel Pentium MMX als Notebookprozessor.

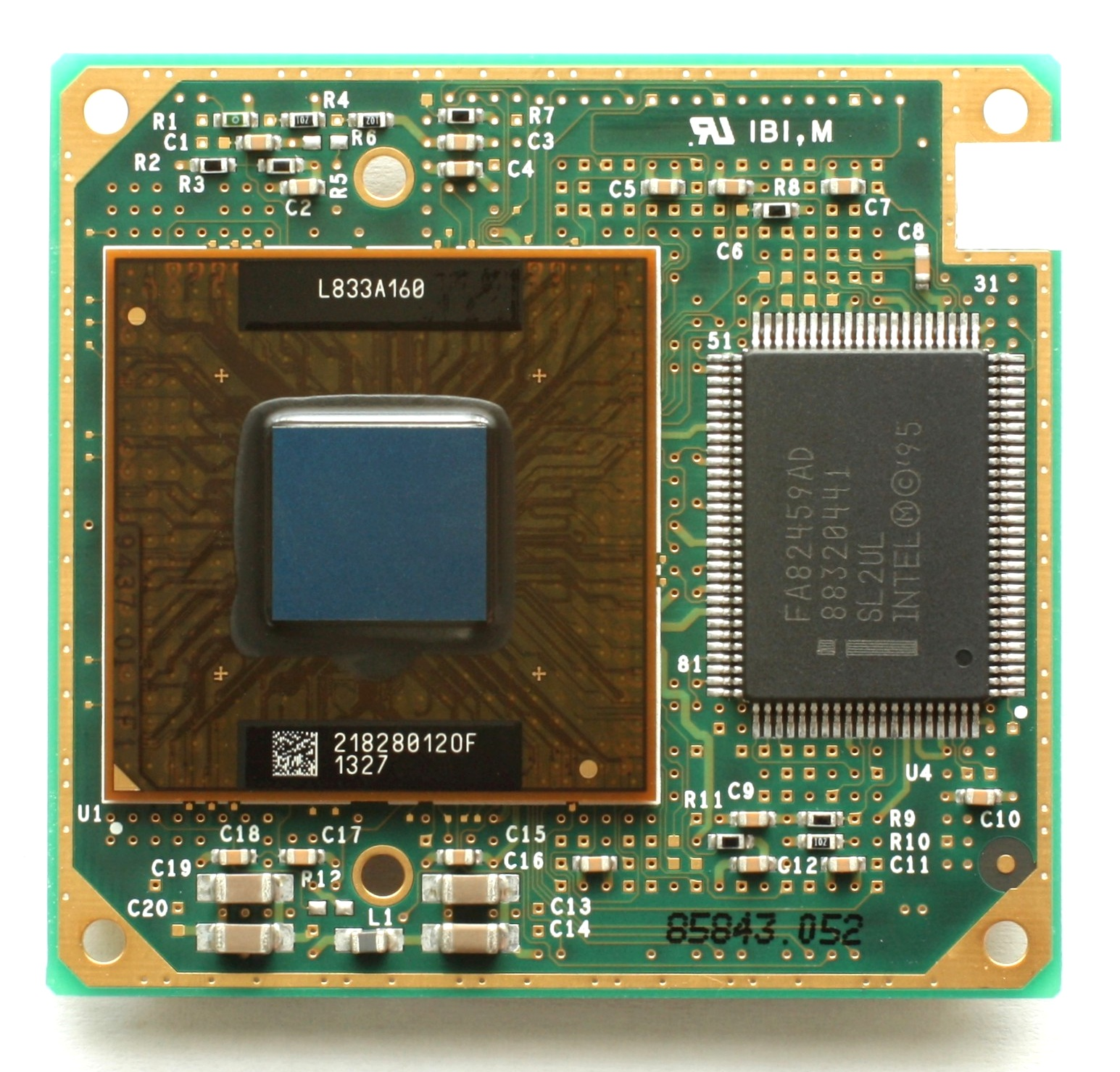
Intel Pentium II (Tonga-Core) als Notebookprozessor.

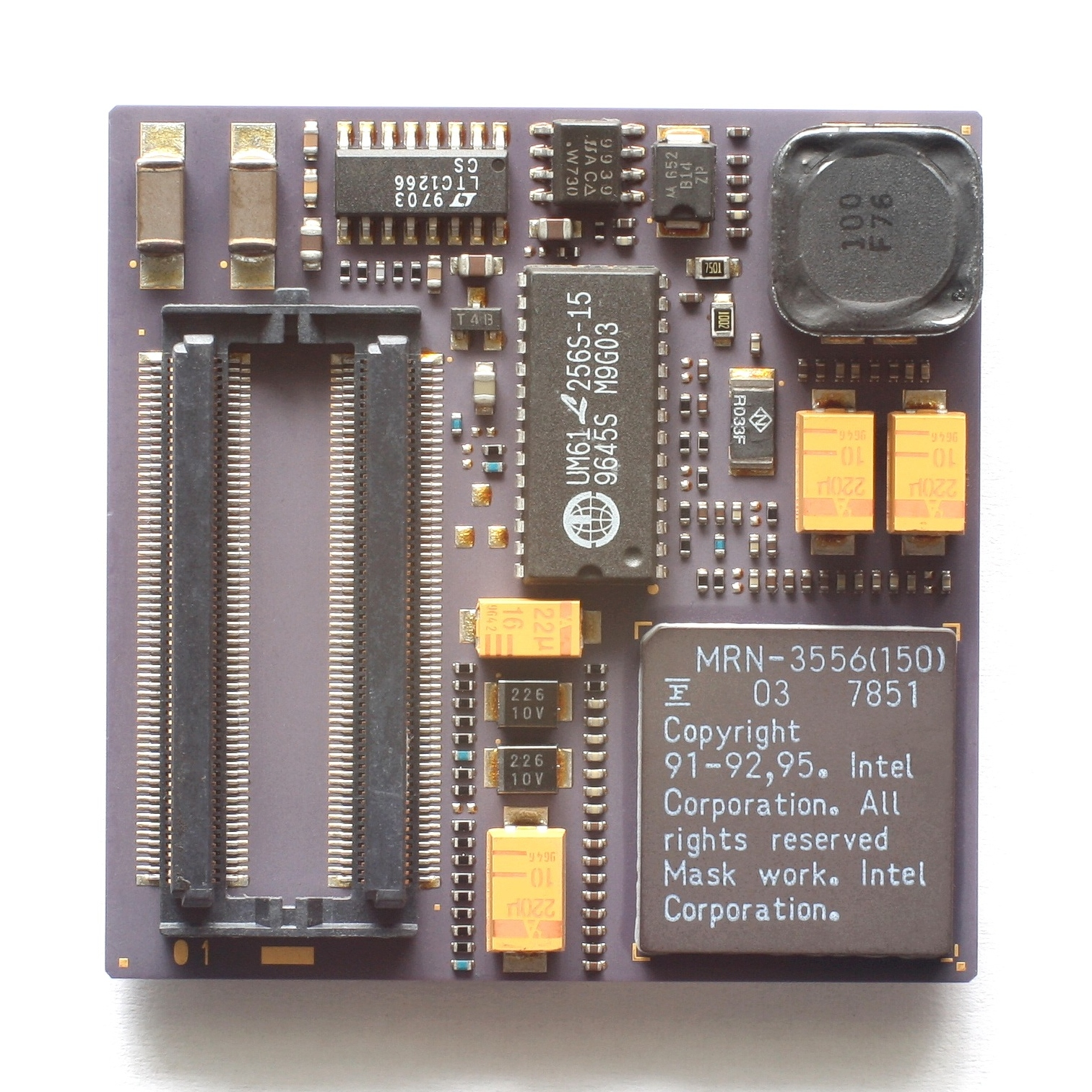
Seltener Fujitsu Pentium 150 MHz für Notebooks.

Technologisch stammen Notebookprozessoren meist von den Prozessorkernen der Desktop-Prozessoren, wie der Intel-Pentium-Familie, der AMD-Athlon-Familie oder des PowerPC ab. Doch durch besondere Selektion bei der Herstellung werden nur Chips verwendet, die mit geringerer Kernspannung ({\displaystyle VCore}) arbeiten können als normale Prozessoren. Außerdem werden auch Funktionen aktiviert, mit denen der Prozessortakt dem aktuellen Leistungsbedürfnis des Systems und des Anwenders angepasst werden kann. Des Weiteren wird die Kernspannung dynamisch und extrem schnell, z. B. zwischen zwei Tastaturanschlägen, heruntergefahren, was den Stromverbrauch weiter stark senkt, da die Verlustleistung quadratisch zur Kernspannung steigt. Bei Intel heißt diese Technik (enhanced) SpeedStep, bei AMD PowerNow! (ähnliche Technik bei Desktop-CPUs namens Cool’n’Quiet), bei Transmeta LongRun bzw. Longrun 2 und bei VIA LongHaul! bzw. PowerSaver. Diese Systeme lassen den Stromverbrauch im Ruhezustand, auch Idle-Mode, sinken und verlängern die Akkulaufzeit der Notebooks erheblich. Durch diese Features und erhöhten Produktionsaufwand sind diese Prozessoren meist erheblich teurer als gleich oder höher getaktete Desktop-Prozessoren.

## Unterschiede zur eingebetteten CPU
Anders als eingebettete CPUs haben Notebookprozessoren genügend Rechenleistung für moderne Rechnersysteme und Multimedia- und Produktivitätsanwendungen (z. B. Videoschnitt- oder Büroanwendungen). Doch werden manche Modelle wegen der größeren Leistungsfähigkeiten z. B. in großen Industriesteueranlagen und Kassensystemen verbaut.
Eingebettete CPUs sind in der Regel auch, anders als Notebookprozessoren, keine x86- oder PowerPC-Modelle, sondern basieren auf Architekturen wie MIPS oder ARM. Sie werden bei Unterhaltungselektronik-Geräten wie Set-Top-Boxen oder PDAs verbaut.

## Einsatz in anderen Systemen
Aufgrund ihrer geringen Verlustleistung und wegen des harten Preiskampfs der CPU-Hersteller mittlerweile recht günstigen Preises, werden Notebookprozessoren manchmal in Desktopsystemen verbaut. Dies ist aber trotz des geringen Stromverbrauchs mit hohen Kosten verbunden, da die Anschaffungskosten für solche Systeme ca. 20–30 % höher sind und sich dies allein mit geringeren Stromverbrauch in der Regel nicht während eines typischen „Rechnerlebens“ amortisiert. Als Vorteil kann vor allem die geringere Geräuschkulisse durch geringeren Kühlaufwand solcher Systeme gelten.
Im Serverbereich werden Notebookprozessoren häufig in Bladeservern verwendet, da der Kühlaufwand stark abnimmt. In großen Rechenzentren, in Supercomputern und anderen großen Rechenclustern kann die Kühlung über 30 % des Gesamtenergiebedarfs ausmachen. Auch lässt sich die Packungsdichte und somit die Rechenleistung pro Rack erhöhen.
Beides führt zu größeren Kostenvorteilen als bei Desktopsystemen, da Server in der Regel häufiger unter Volllast fahren und professionelle Serverhardware naturgemäß teurer ist.

## Varianten
Notebookprozessoren teilt man in verschiedene Klassen ein, die sich in Stromverbrauch und Leistungsfähigkeit teilweise massiv voneinander unterscheiden.
Einige Zeit lang wurden die bei gleicher Leistung deutlich billigeren Desktop-Prozessoren verbaut. Heute geschieht dies nur noch in Einzelfällen, da die wenigen Desktop-Prozessoren, die tatsächlich einen Leistungsvorteil bieten, einen mit weit über 100 W zu hohen Stromverbrauch haben. Die Akkulaufzeit bei solchen Systemen ist extrem kurz, sofern überhaupt ein Akku eingebaut ist, so dass sie nur als Desktop-Replacement geeignet sind.
Die meisten Prozessoren in einfacheren Notebooks sind heute Prozessorfamilien, die nur für den Einsatz in Notebooks entwickelt wurden und mit besonderen Stromsparfunktionen und stark reduzierten Spannungen ausgestattet sind und so meist zwischen 25 und 40 W verbrauchen. In sehr kleinen Notebooks werden Low-Voltage-Prozessoren (LV) und Ultra-Low-Voltage-Prozessoren verwendet. Diese basieren zwar grundsätzlich auf normalen Notebook-Prozessoren, sind aber noch radikaler auf Kosten der Leistung zu einem geringen Stromverbrauch von unter 10 W optimiert.